# Krzyż w górach
Krzyż w górach (niem. Tetschener Altar (Kreuz im Gebirge)) – obraz autorstwa niemieckiego malarza okresu romantyzmu Caspara Davida Friedricha powstały w 1808. Dzieło zostało namalowane w technice olejnej, a jego wymiary wynoszą 115 × 110 centymetrów. Przechowywany jest w Galerii Nowych Mistrzów w Dreźnie. Rama do obrazu – gotycki łuk z okiem opatrzności oraz symbolami Eucharystii (pszenica i krzew winny) – została zaprojektowana przez Friedricha, a wykonana przez Christiana Gottlieba Kühna.

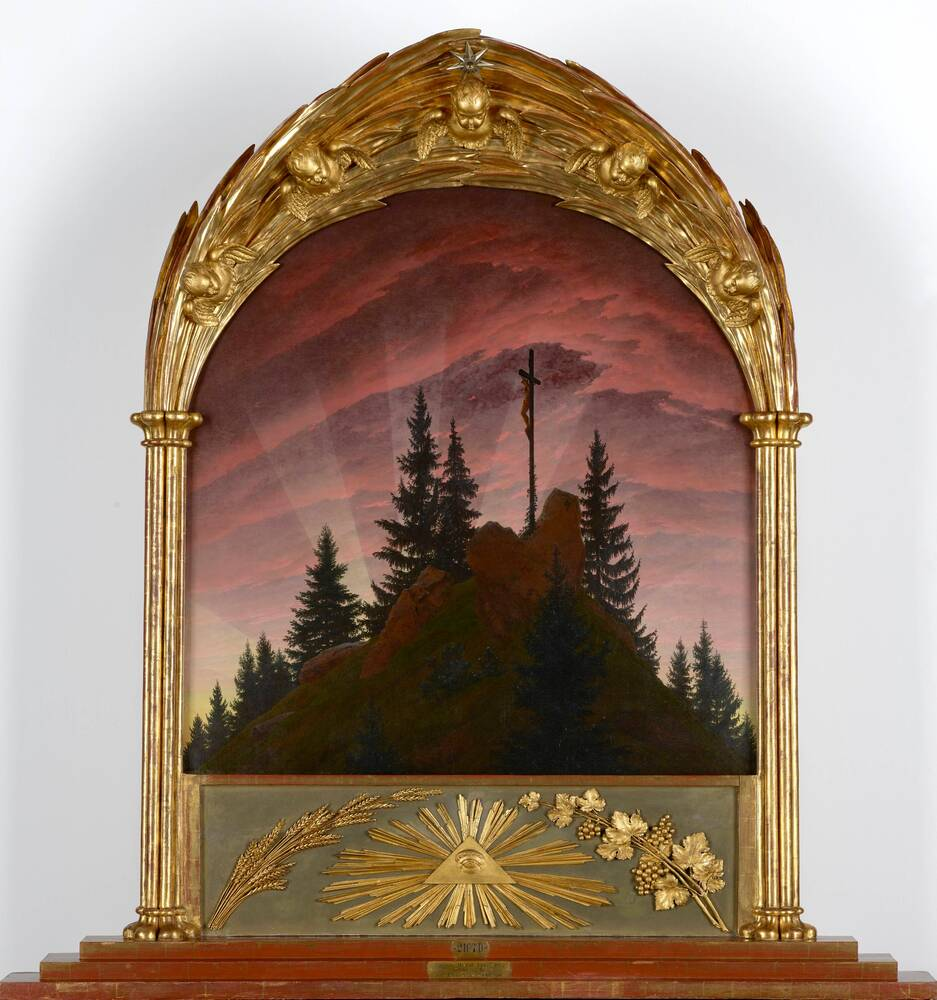
Obraz w ramie

Obraz stanowi symbol buntu Friedricha przeciwko dotychczasowej ikonografii malarstwa religijnego. Przedstawia kończący się dzień i samotny krzyż stojący na skalistej górze, będący znakiem stałości, niewzruszonej wiary. Otaczające krzyż jodły są symbolem nadziei. Obraz był uwielbiany przez romantyków i znienawidzony przez klasyków (którzy widzieli w nim przejaw zaczadzenia mistycyzmem).